# Couma rigida
Couma rigida, popularmente conhecido como mucujê, é uma árvore da família das apocináceas. Sua seiva é comestível.

## Etimologia
"Mucujê" procede do tupi antigo mukuîé.